# Distritos de Eslovaquia

División territorial de Eslovaquia en distritos.

Un okres (término que suele traducirse por distrito) es una unidad administrativa de Eslovaquia. Es inferior a una región y superior a un municipio.

## Características
Varios distritos conforman una "región" (en eslovaco "kraj"). El distrito, por su parte, se compone de varios "municipios" (en eslovaco "obec"), que a su vez se subdividen en “áreas catastrales” (en eslovaco "katastrálne územie").
Eslovaquia tiene actualmente 79 distritos, la capital Bratislava se divide en 5 distritos y la ciudad de Košice en 4 distritos. Los distritos reciben el nombre de la mayor ciudad del distrito (anteriormente conocidas como "ciudades de distrito").
Para la historia véase el artículo Okres.

## Lista de todos los distritos eslovacos
Banská Bystrica, Banská Štiavnica, Bardejov, Bánovce nad Bebravou, Brezno, Bratislava I, Bratislava II, Bratislava III, Bratislava IV, Bratislava V, Bytča, Čadca, Detva, Dolný Kubín, Dunajská Streda, Galanta, Gelnica, Hlohovec, Humenné, Ilava, Kežmarok, Komárno, Košice I, Košice II, Košice III, Košice IV, Košice-okolie, Krupina, Kysucké Nové Mesto, Levice, Levoča, Liptovský Mikuláš, Lučenec, Malacky, Martin, Medzilaborce, Michalovce, Myjava, Námestovo, Nitra, Nové Mesto nad Váhom, Nové Zámky, Partizánske, Pezinok, Piešťany, Poltár, Poprad, Považská Bystrica, Prešov, Prievidza, Púchov, Revúca, Rimavská Sobota, Rožňava, Ružomberok, Sabinov, Senec, Senica, Skalica, Snina, Sobrance, Spišská Nová Ves, Stará Ľubovňa, Stropkov, Svidník, Šaľa, Topoľčany, Trebišov, Trenčín, Trnava, Turčianske Teplice, Tvrdošín, Veľký Krtíš, Vranov nad Topľou, Zlaté Moravce, Zvolen, Žarnovica, Žiar nad Hronom, Žilina.
Nota: Puede encontrarse una lista de los distritos de cada región en los artículos sobre las regiones respectivas.